# 弗兰克·斯佩克
弗兰克·斯佩克(Frank Gouldsmith Speck)(1881-1950)，美国人类学家，专研加拿大第一民族。他曾经受教于美国著名人类学家法蘭茲·鮑亞士，并因此深受后者理论与实践的影响。